# Odette Keun

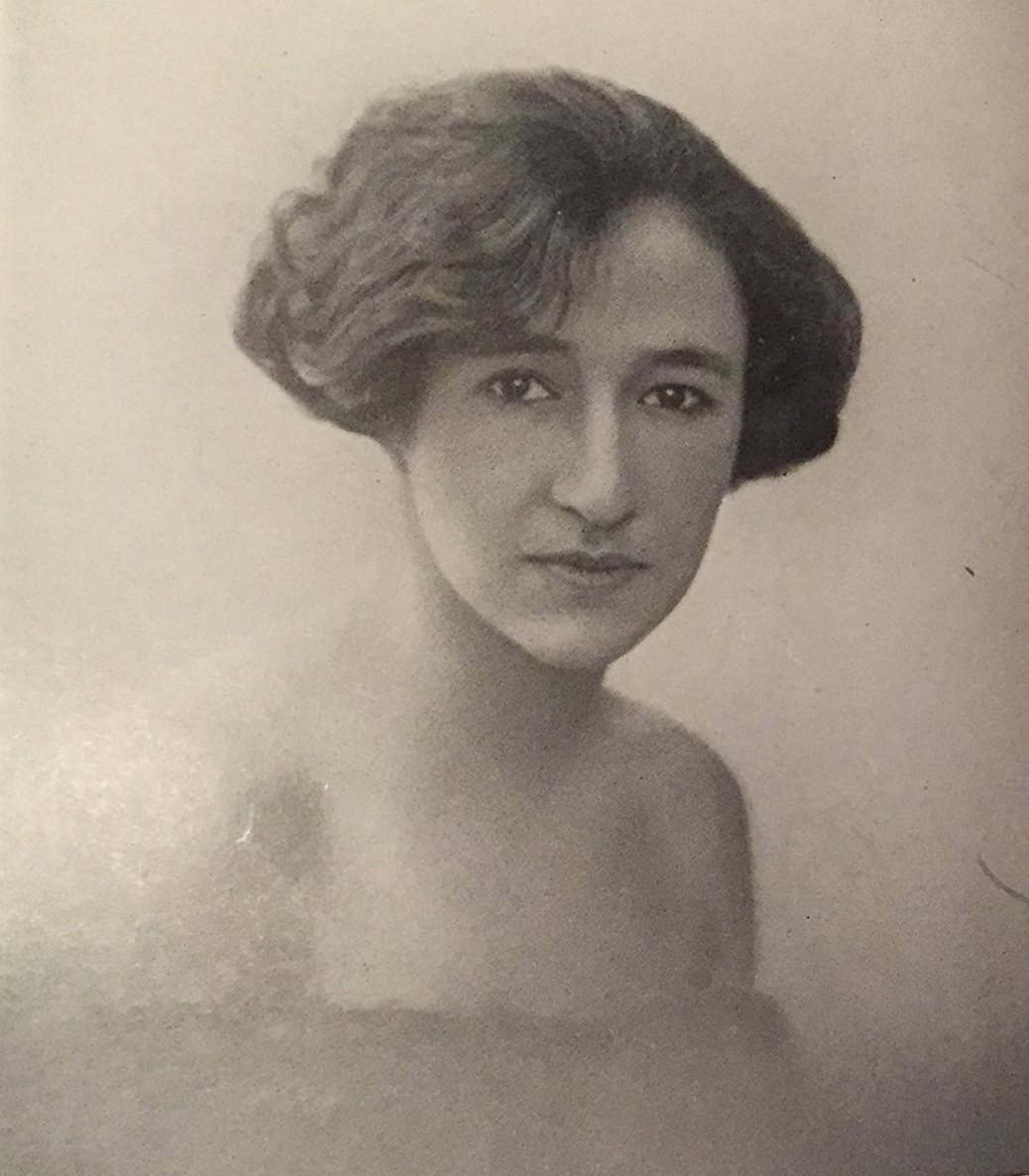
Odette Keun

Odette Zoé Keun (Pera, Imperio otomano, 10 de septiembre de 1888-Worthing, Reino Unido, 14 de marzo de 1978) fue una aventurera, socialista, periodista y escritora neerlandesa. Viajó mucho por el Cáucaso y Europa.

## Biografía
Era hija de Gustave Henri Keun, dragomán y secretario del consulado neerlandés en Constantinopla, y de su segunda esposa Helene Lauro, de ascendencia grecoitaliana. Al fallecer su padre en 1902, la enviaron a un convento de ursulinas en Limburgo, y tres años después, fue a otro de dominicas en Tours donde estuvo diez años. Renunció a la vida monacal por el dogmatismo de la iglesia, el papel de los dominicanos en la lucha contra los cátaros y el celibato; volvió a Constantinopla y comenzó a viajar. 
La Primera Guerra Mundial la llevó a París y trabajó para la Cruz Roja en Rouen. Luego vivió en Argel con su pareja Bernard Lavergne, en esa época solía ir a caballo al desierto y ayudaba a bereberes, a quienes aconsejó pedir mejores instalaciones. Más tarde, mantuvo una relación con el príncipe georgiano Grisha, con el que vivió en Tbilisi. 
En la primavera de 1921, mientras pasaba unos días con sus amigos en Constantinopla y dos días antes de viajar a Batum, fue arrestada por la policía militar británica extrajudicial y presuntamente por vínculos comunistas y deportada a Sebastopol donde estuvo tres meses. 
Queriendo regresar a Constantinopla, salió primero por Járkov y terminó nuevamente en París. De 1924 a 1933, fue pareja de H. G. Wells con quien vivió en Grasse. Más tarde, trabajó de secretaria en el consulado general estadounidense y regresó a Inglaterra viviendo en Londres, Torquay y finalmente en Worthing, West Sussex.

## Obra seleccionada
- Les Maisons sur le sable, 1914
- Mesdemoiselles Daisne de Constantinople, 1917
- Les oasis dans le montagne, 1919
- Une femme moderne, 1921
- Sous Lénine. Notes d'une femme déportée en Russie par les Anglais, 1922
- Au pays de la Toison d'or. En Géorgie menchéviste indépendante, 1923
- La capitulation, 1929
- A foreigner looks at the British Sudan,1930
- Dans l'Aurès inconnu, inconnu. Soleil, pierres et guelâas, 1930
- I discover the English, 1934
- Darkness from the north, 1935
- I think aloud in America, 1939
- Continental stakes; marshes of invasion, valley of conquest and peninsula of chaos, 1944
- Trumpets bray - the why of Fascism, and the wherefore of Mussolini, 1944
- Soliloquy on some matters of interest to the author, 1960)